# 川滇长尾槭
川滇长尾槭（学名：Acer caudatum var. prattii）为槭树科槭属下的一个变种。

## 扩展阅读
- 維基物種上的相關：川滇长尾槭